# Harrington (Maine)
Harrington – miasto w Stanach Zjednoczonych, w stanie Maine, w hrabstwie Washington.